# جوزيف مارشال ووكر
جوزيف مارشال ووكر (بالإنجليزية: Joseph Marshall Walker)‏ هو سياسي أمريكي، ولد في 1 يوليو 1784 في نيو أورلينز في الولايات المتحدة، وتوفي بنفس المكان في 26 يناير 1856. حزبياً، نشط في الحزب الديمقراطي. وقد انتخب حاكم لويزيانا ‏ (28 يناير 1850 – 18 يناير 1853) وانتخب عضو مجلس نواب لويزيانا.